# Zeche Teutoburgia

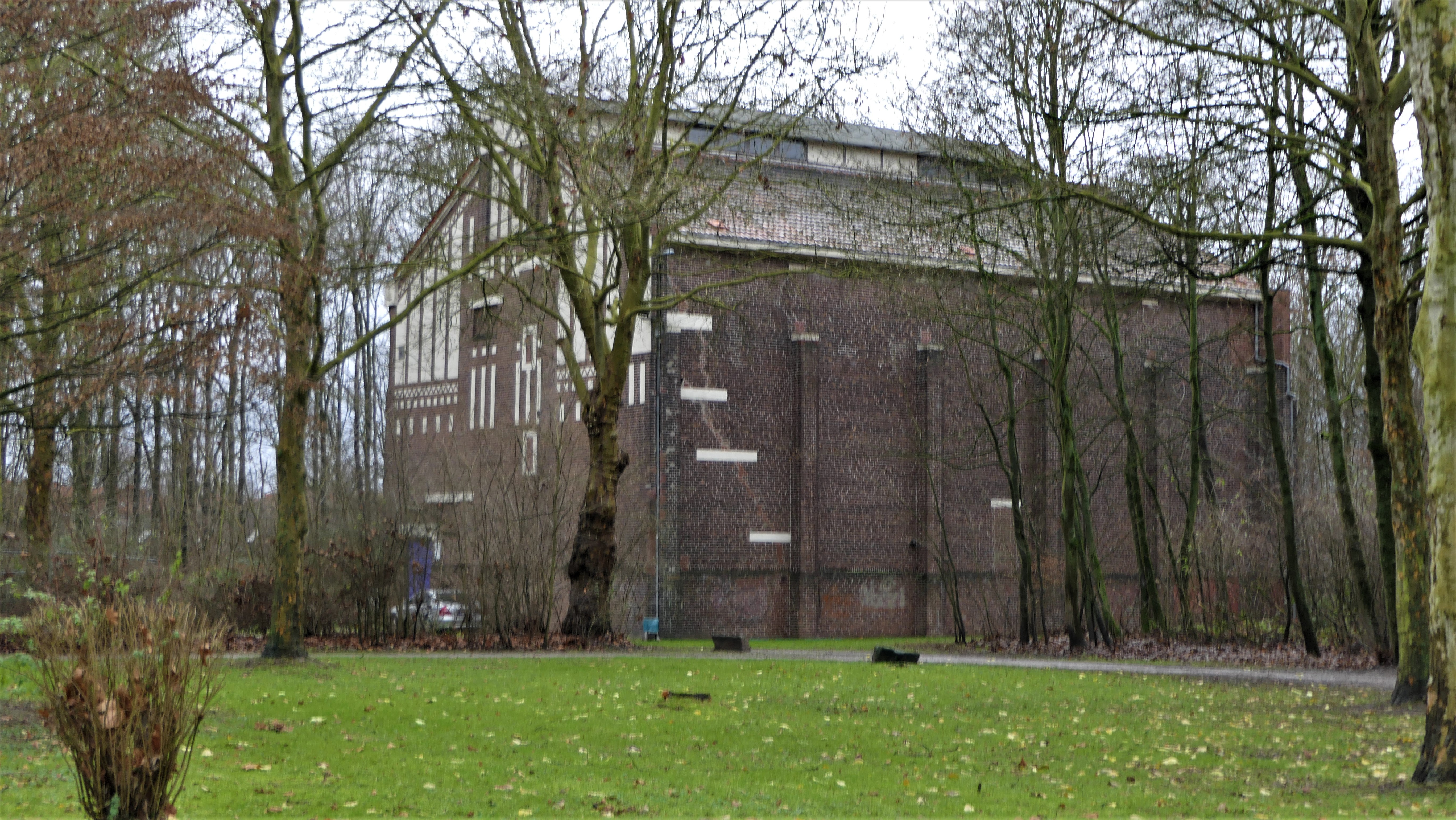
Alte Maschinenhalle

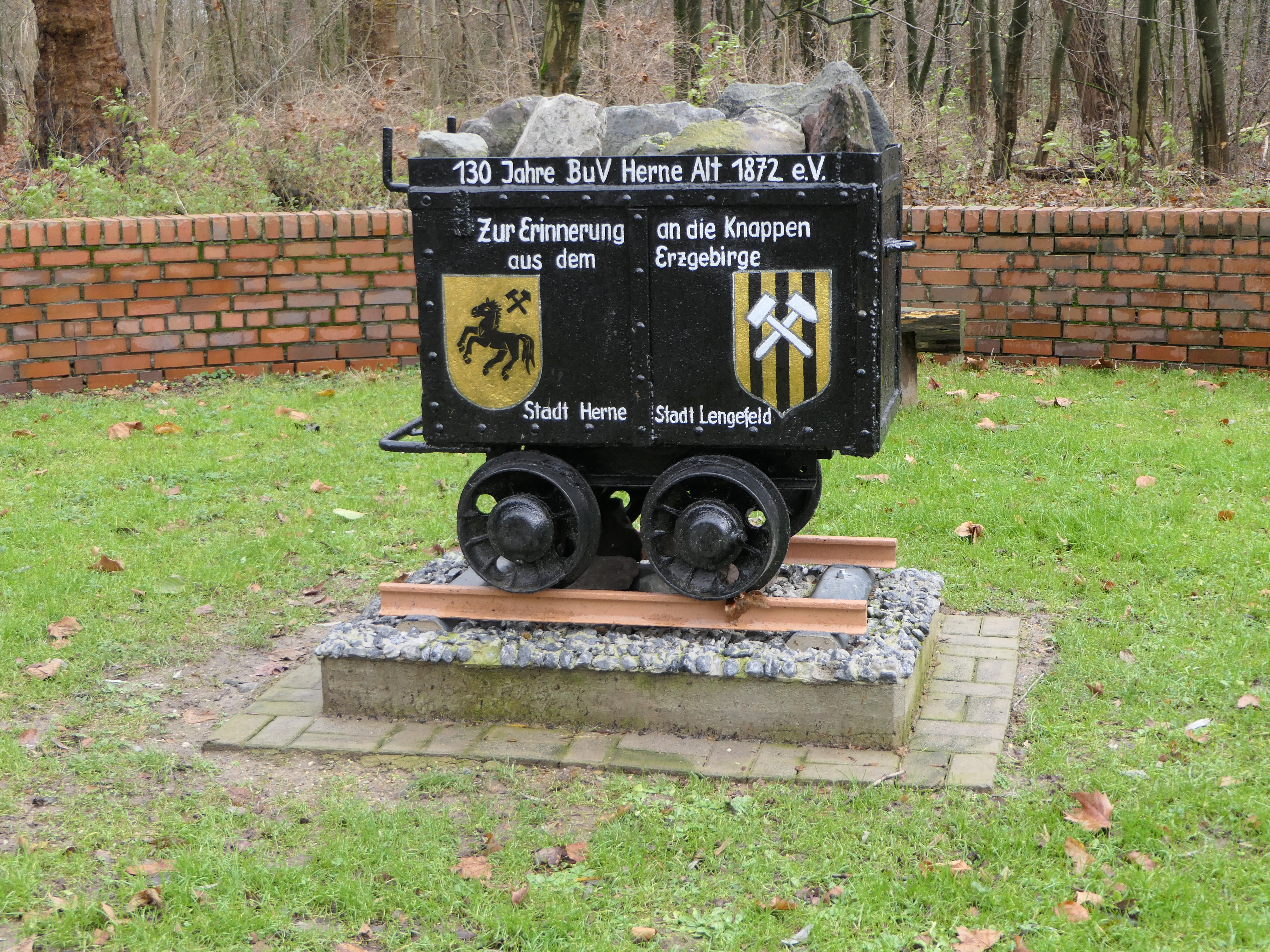
Zechenlore am ehemaligen Eingang zum Zechengelände

Die Zeche Teutoburgia war ein Steinkohlen-Bergwerk in Herne-Börnig.

## Geschichte
Am 10. September 1855 mutete der Kaufmann Carl Wilhelm Rüping bei Holthausen und wurde fündig. Den Flöz nannte er „Laura“. Am 6. August 1856 mutete er ein zweites Mal, und zwar am Gut Schlingenberg zwischen dem Haus Callenberg, der Gemeinde Holthausen und Obercastrop. Die Mutungen wurden 1866 von William Thomas Mulvany aufgekauft, der erste Schächte abteufte. Schon bald stellte sich jedoch heraus, dass das Grubenfeld zu klein für eine rentable Kohlenförderung war. Mulvany verkaufte die Schachtanlage ziemlich schnell.
Als Käufer teufte der Bochumer Verein für Bergbau und Gussstahlfabrikation die Schächte I und II zwischen 1905 und 1909 erneut ab und nahm den Betrieb am 1. April 1911 auf. Doch schon acht Monate später ereignete sich ein schweres Grubenunglück. Bei einer Schlagwetterexplosion kamen sechs Bergleute ums Leben. Ein Jahr später gab es erneut eine Schlagwetter-Explosion, wiederum mit sechs Toten.
So richtig rentabel schien diese Zeche trotz ihrer in der Spitze über 1100 Bergleute nicht zu sein, denn immer wieder gab es Gerüchte über ihre Stilllegung und genauso prompte Dementis. Die recht trockene Steinkohle war hart und wasserundurchdringlich – der ideale Boden für den Bau des Rhein-Herne-Kanals in dieser Region, aber der Kohleabbau erforderte enorme Anstrengungen und Ressourcen. Die Zeche wurde bereits im Jahr 1925 stillgelegt. Ein guter Teil der rund 1200 Arbeiter fanden in den benachbarten Zechen Constantin und Mont Cenis neue Arbeit. 1929 erfolgte der Durchschlag zwischen den Zechen Erin und Teutoburgia, um die dort noch vorhandenen Reserven von Erin aus zu nutzen. Erst wurden die Schächte auf Teuto nur als Wetterschächte benutzt, bevor hier dann die Seilfahrt für Erin stattfand. Erst im Jahre 1941 wurde auf Teuto durch Erin wieder Kohle gefördert. Dies geschah noch bis 1983, bevor sie endgültig stillgelegt wurde, was bedeutete, dass auf einen Schlag 3800 Bergarbeiter arbeitslos waren.

## Schachtkoordinaten
- Schacht 1: 51° 33′ 9,7″ N, 7° 16′ 40,9″ O
- Schacht 2: 51° 33′ 10,3″ N, 7° 16′ 37,2″ O

## Heutige Nutzung
Das Betriebsgelände ist heute bis auf das Fördergerüst von Schacht 1, die Fördermaschinenhalle und einen Teil der Umfassungsmauer vollständig abgeräumt. Die Schachtöffnungen sind mit Deckeln verschlossen. Überschüssige Grubengase können jeweils über ein Standrohr mit Protegohaube entweichen.
Das Gelände wurde parkähnlich gestaltet und ein Kunstwald eingerichtet, der auch in der Route der Industriekultur aufgelistet wird. Verschiedene Kunstobjekte liegen an den Spazierwegen. Dazu gehören auch Klangobjekte – aus versteckten Lautsprechern ertönen zum Teil an Handwerk und Industrie erinnernde Klangkompositionen.
Der Kopf des Fördergerüstes wird abends illuminiert, was von der nahen Autobahn 42 weithin zu sehen ist.
Die ehemalige Maschinenhalle dient dem Klangkünstler Christoph Schläger als Werkraum, Experimentierfeld und Ausstellungshalle für seine Klangmaschinen (siehe Weblink Kunstwald).
Am westlichen Rande des Betriebsgeländes nutzen die Herner Stadtwerke Grubengase (vorwiegend Methan), die sich in den stillgelegten Bergbaustollen bilden. Die Hohlräume wurden angebohrt, das ausströmende Gas wird in einem Kraftwerk mit Kraft-Wärme-Kopplung zur Fernwärmeversorgung für die nahe Siedlung Teutoburgia und zur Stromerzeugung genutzt.

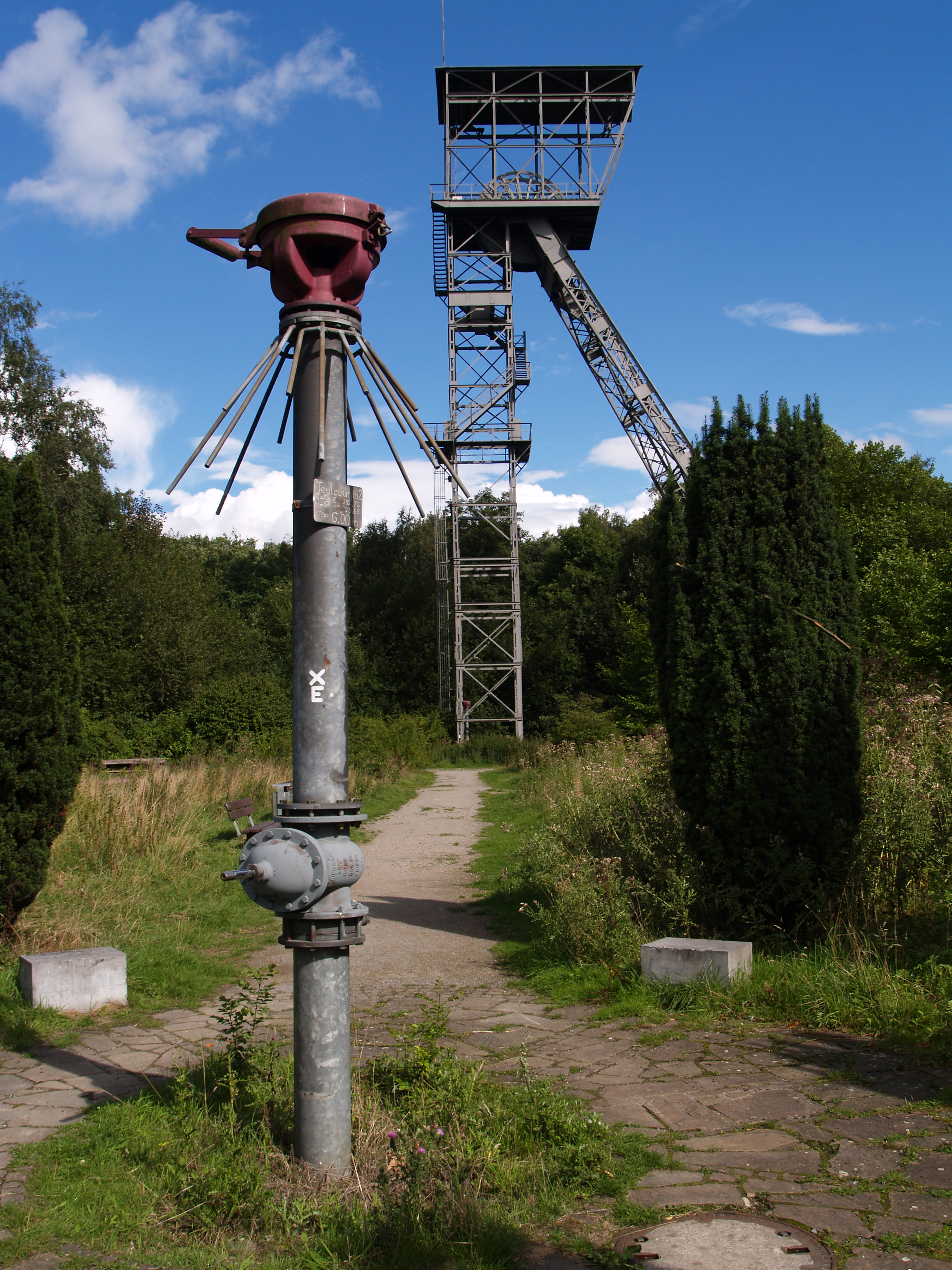
Standorte von Schacht 2 und 1 mit Schachtgerüst von Schacht 1
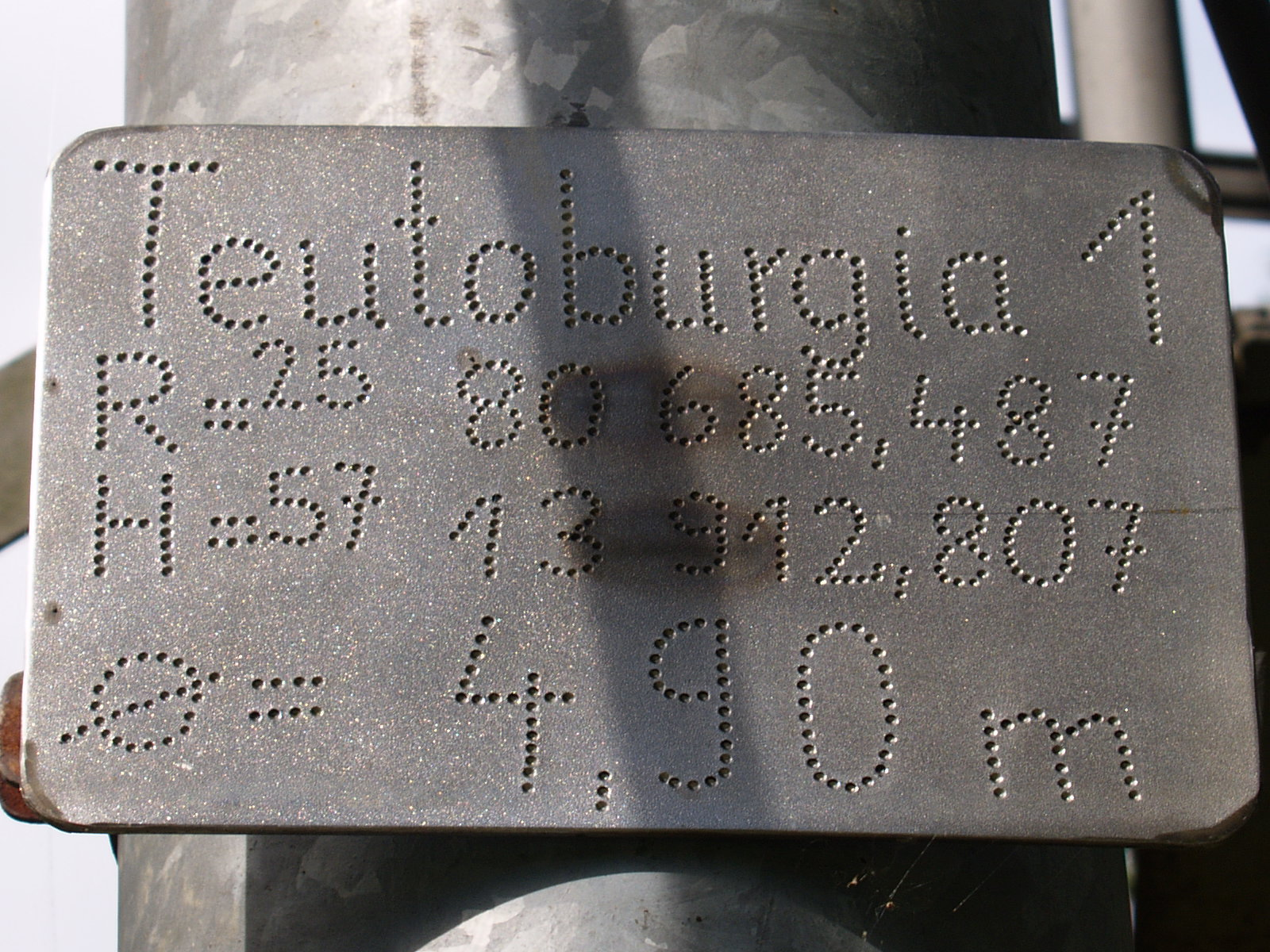
Schachtplakette von Schacht 1 mit den Standortkoordinaten im Gauß-Krüger-Koordinatensystem
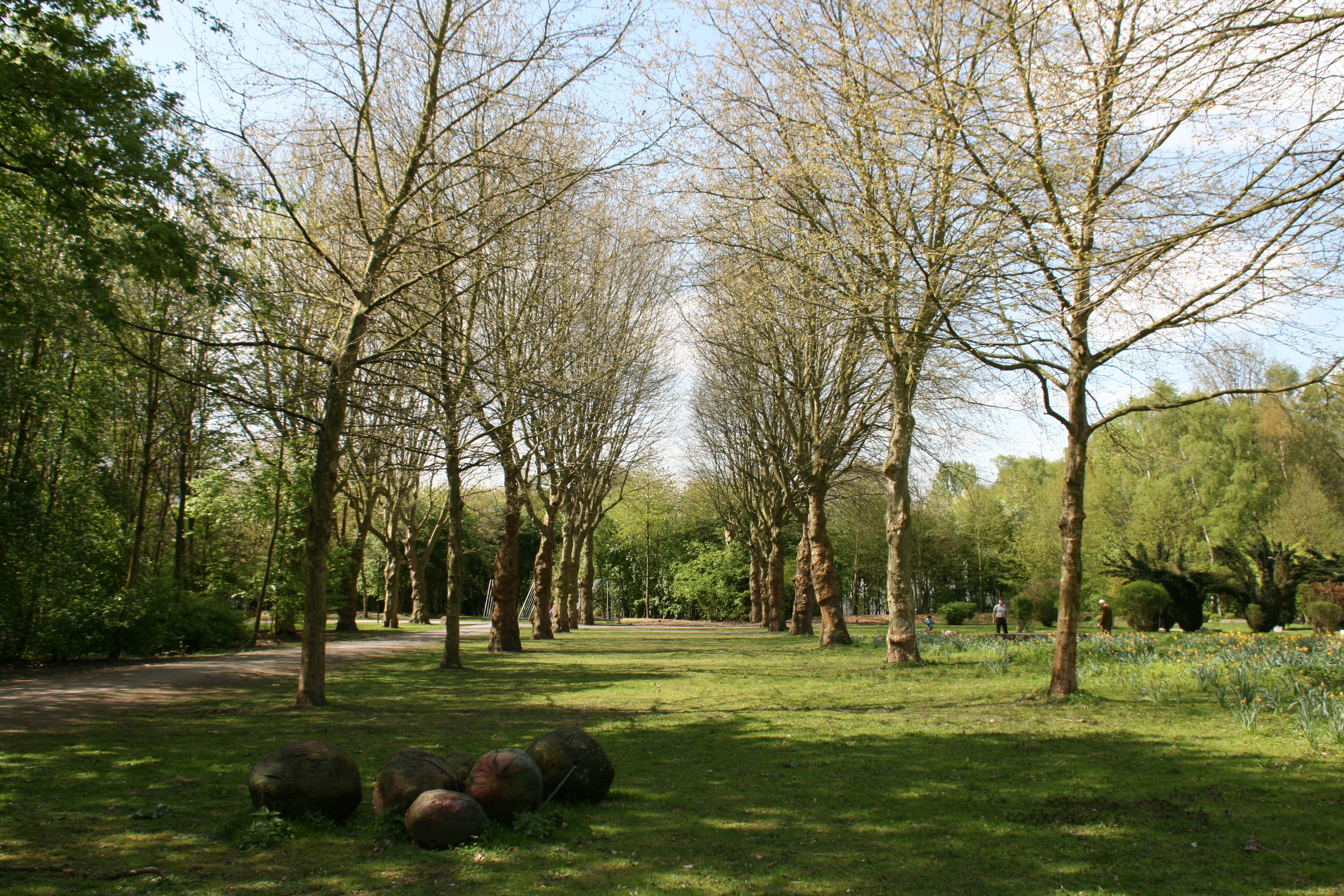
Objekte im Kunstwald
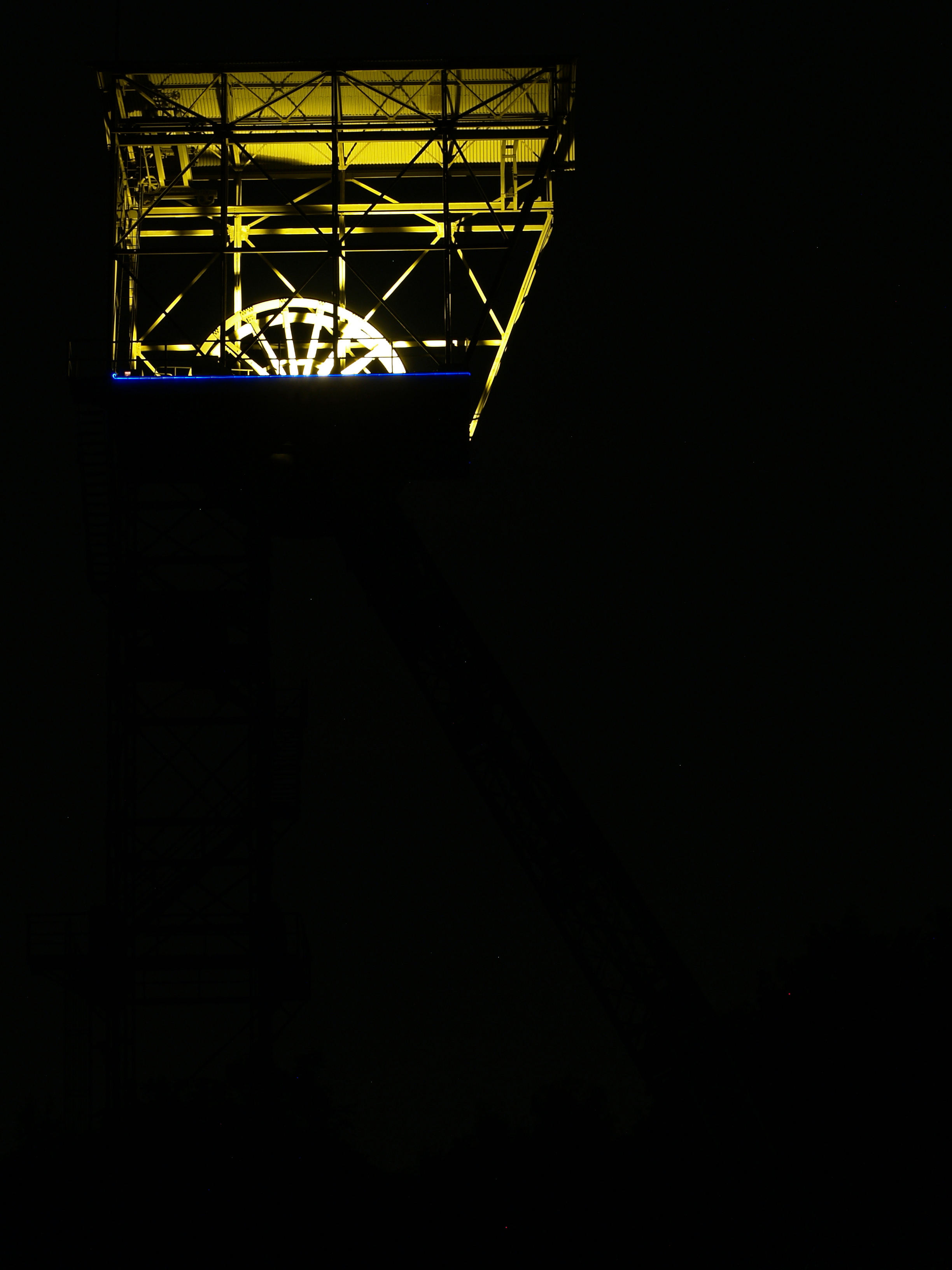
Zeche Teutoburgia illuminiert (2005)